# تشارلي وينر
تشارلي وينر (بالإنجليزية: Charley Winner)‏ هو لاعب كرة قدم أمريكية أمريكي، ولد في 2 يوليو 1924 في سومرفيل في الولايات المتحدة.